# Средня Каномля
Средня Каномля (словен. Srednja Kanomlja) — невелике розсіяне поселення на захід від с. Сподня Ідрія, знаходиться в общині Ідрія, Регіон Горишка, Словенія. Висота над рівнем моря: 379,5 м.